# لوید استیرمن
لوید استیرمن (انگلیسی: Lloyd Stearman; ۲۶ اکتبر ۱۸۹۸ – ۳ آوریل ۱۹۷۵) خلبان، و مهندس اهل ایالات متحده آمریکا بود. وی بنیانگذار شرکت هواپیماسازی استیرمن بود.